# Kastrytjnitski rajon, Mahiljou
Kastrytjnitski rajon (belarusiska: Кастрычніцкі Раён) är en rajon i Belarus tredje största stad Mahiljou, som även tillhör Mahiljoŭs voblast, i den östra delen av landet, 180 km öster om huvudstaden Minsk.